# Кампени (Долж)
Кампени (рум. Câmpeni) насеље је у Румунији у округу Долж у општини Пиелешти. Oпштина се налази на надморској висини од 173 m.

## Становништво
Према подацима из 2002. године у насељу је живело 864 становника, од којих су сви румунске националности.